# Paulin II d'Antioche
Pour les articles homonymes, voir Paulin.
 (janvier 2022).
Si vous disposez d'ouvrages ou d'articles de référence ou si vous connaissez des sites web de qualité traitant du thème abordé ici, merci de compléter l'article en donnant les références utiles à sa vérifiabilité et en les liant à la section « Notes et références ».
Paulin, prêtre d'Antioche du IVe siècle, chef de file de la tendance des « eustathiens », fut considéré comme l'évêque d'Antioche par ses partisans (« Paulin II ») de 362 à sa mort peu après 382. Il fut reconnu par les évêques de Rome et d'Alexandrie.

## Carrière
L'évêque Eustathe, partisan résolu du concile de Nicée, avait été déposé vers 330 par les ariens (pour des motifs apparemment non doctrinaux), et autour de son nom s'étaient regroupés, à Antioche, les opposants intransigeants à l'arianisme. Eustathe lui-même mourut en exil à une date inconnue (après 338), et la tendance fut ensuite dirigée par le prêtre Paulin.
En 360, Mélèce fut élu évêque d'Antioche comme candidat de compromis, avec l'appui d'ariens modérés à la théologie ambiguë comme Acace de Césarée. C'était un homme admiré pour sa piété et sa moralité, et qui d'autre part se compromit si peu avec l'arianisme qu'il fut expulsé de son siège un mois après y avoir été installé et remplacé par l'arien affirmé Euzoïos (début 361). Mais l'empereur Constance II, qui soutenait cette tendance, mourut le 3 novembre suivant, et son successeur païen Julien, faisant profession de ne pas se mêler des affaires internes de l'Église chrétienne, permit le retour des évêques exilés.
Mais avant même le retour de Mélèce (printemps 362), les « eustathiens », vieux partisans intransigeants du concile de Nicée, avaient déclaré leur rejet de cet évêque élu sous Constance II avec l'appui d'ariens. Le synode d'Alexandrie, présidé par l'archevêque Athanase, appela les deux factions à la réconciliation (a priori autour de Mélèce, évêque régulièrement élu et consacré : Tome aux Antiochiens), mais rien n'y fit : l'anti-arien extrémiste Lucifer de Cagliari, de passage à Antioche, y consacra Paulin évêque opposé à Mélèce, cristallisant le schisme, qui devait durer un demi-siècle.
L'archevêque Athanase, figure de proue du parti « nicéen » en Orient, reconnut la légitimité de Paulin lors d'un séjour à Antioche auprès de l'empereur Jovien à l'automne 363 : les « eustathiens » avaient été ses alliés de toujours dans la lutte contre l'arianisme. La papauté aussi ignora Mélèce, puis, après l'arrivée à Rome de Pierre d'Alexandrie, successeur d'Athanase, expulsé de son siège par les ariens revenus au pouvoir sous Valens (373), prit une position encore plus claire : en 376, le pape Damase Ier reconnut Paulin comme évêque légitime d'Antioche. Cependant les figures de proue de la tendance « orthodoxe » dans l'Église grecque, comme Basile de Césarée (mais à l'exception notable d'Épiphane de Salamine), soutenaient Mélèce, et c'est celui-ci qui participa au concile de Constantinople de 381, qu'il présida d'ailleurs au début, avant de mourir pendant sa tenue. Une solution, désirée par Rome et Alexandrie, et soutenue par Grégoire de Nazianze, président du concile après la mort de Mélèce, eût été que Paulin soit reconnu comme successeur, et apparemment des engagements avaient été pris dans ce sens. Elle ne fut pas retenue, et c'est le prêtre Flavien, qui avait accompagné Mélèce au concile, et y avait représenté l'Église d'Antioche après la mort de ce dernier, qui fut consacré successeur à son retour en Syrie et reconnu par l'épiscopat oriental.
Les Latins, eux, continuèrent à reconnaître Paulin : c'est celui-ci qui procéda à l'ordination sacerdotale de saint Jérôme en 378 ou 379, et tous deux se rendirent à un concile à Rome en 382. Après la consécration de Flavien, le pape rompit même avec les deux évêques qui y avaient procédé, Diodore de Tarse et Acace de Bérée. Avant sa mort, qui intervint peu après 382, Paulin désigna le prêtre Évagre (autre ami de saint Jérôme) comme son successeur, au mépris de toutes les règles canoniques, pérennisant ainsi le schisme. Jean Chrysostome, à la même époque, s'efforçait de rassembler l'Église d'Antioche autour de la figure de Mélèce : dans son Homélie sur saint Eustathe, il présente même Mélèce, par un raccourci historique, comme l'héritier et continuateur d'Eustathe.